# Isaac Bangani Tabata
Isaac Bangani Tabata (* 1909 bei Queenstown; † 13. Oktober 1990 in Harare; kurz I. B. Tabata) war ein südafrikanischer Politiker. Er gehörte der Workers Party of South Africa an und war Präsident und führender Theoretiker des Non European Unity Movement (NEUM, deutsch etwa: „Einigkeitsbewegung der Nicht-Europäer“).

## Leben
Tabata besuchte die Sekundarschule in Lovedale. Anschließend studierte er an der Universität Fort Hare, brach sein Studium aber 1931 ab und zog nach Kapstadt, wo er als Lkw-Fahrer arbeitet. Er trat in die Gewerkschaft ein, wo er in den Vorstand gewählt wurde, und wurde Mitglied der Cape African Voters’ Association (etwa: „Vereinigung der afrikanischen Wähler der Kapprovinz“). Er war Mitglied des trotzkistischen Lenin Club, aus dem unter seiner Führung die Workers Party of South Africa (WPSA, etwa: „Arbeiterpartei Südafrikas“) hervorging. Er wurde ebenfalls in den Vorstand der 1935 gegründeten All African Convention (AAC) gewählt und war 1943 zusammen mit anderen WPSA-Mitgliedern Gründer der Anti-CAD-Gruppierung, die sich gegen die Aktivitäten der Regierungsbehörde Coloured Affairs Department richtete. Im selben Jahr war er Mitbegründer der NEUM. Er reiste durch Südafrika, vor allem die Transkei, und verteilte seine Schriften gegen die staatlich verordnete Begrenzung der Viehhaltung für schwarze Landwirte.
Tabata lehnte den African National Congress (ANC) und die mit dem ANC verbundene Communist Party of South Africa ab. Stattdessen bevorzugte er eine auf die Kleinbauern gestützte Befreiungsbewegung und langfristig angelegte Maßnahmen zur politischen Bildung. Trotzdem traf Tabata 1948 den ANC-Politiker Nelson Mandela, auf den seine Ausführungen zum Widerstand einen großen Eindruck machten.
Als der ANC 1952 die Defiance Campaign startete, veröffentlichte Tabata seine Streitschrift Boycott as a Weapon of Struggle (etwa: „Boykott als eine Waffe im Kampf“). 1956 wurde Tabata für fünf Jahre gebannt und durfte sich nur in Kapstadt aufhalten. Währenddessen schrieb er das Buch Education for Barbarism (etwa: „Erziehung zur Barbarei“), mit dem er das System der nach Hautfarbe getrennten Bildungswege angriff, speziell den Bantu Education Act.
1961 war er Mitgründer und Präsident der African People’s Democratic Union of Southern Africa (APDUSA, etwa: „Demokratische Union des afrikanischen Volkes im südlichen Afrika“), die mit AAC und NEUM assoziiert sein sollte. Im Mai 1963 floh er mit seiner Frau über Swasiland nach Sambia ins Exil. Er lebte auch in Simbabwe und Tansania und unternahm von dort 1965 und 1970 Vortragsreisen in die USA. Auch im Exil blieb er Präsident von APDUSA und NEUM, die seit 1964 Unity Movement of South Africa (UMSA) hieß. 1974 veröffentlichte er eine Sammlung von Essays, Imperialist Conspiracy in Africa (etwa: „Imperialistische Konspiration in Afrika“).
Tabata war mit Jane Gool verheiratet, die ebenfalls als Trotzkistin aktiv war, wie auch ihr Vater Goolam Gool. Tabata starb in Harare (Simbabwe) und wurde in seinem Heimatort Bailey nördlich von Queenstown beigesetzt. Seine Grabinschrift lautet: Here lies a Great Politician, President of the Unity Movement of SA and a Great Man. – „Hier liegt ein Großer Politiker, Präsident des Unity Movement of South Africa und ein Großer Mann.“

## Ehrungen
- 2005 wurde ihm postum der Order of Luthuli in Gold verliehen. Die Begründung lautete: Exceptional contribution to the founding of organisations which forged unity among the oppressed across race and class boundaries – „Außergewöhnlicher Beitrag zur Gründung von Organisationen, welche die Einigkeit der Unterdrückten über die Rassen- und Klassengrenzen hinweg ermöglichten“[5]

## Werke
- 1946: The Rehabilitation Scheme: A New Fraud.
- 1950: The All-African Convention: The Awakening of a People.
- 1952: Boycott as a Weapon of Struggle.
- 1959: Education for Barbarism.
- 1974: Imperialist Conspiracy in Africa.